# Leopoldo Torre Nilsson
Leopoldo Torre Nilsson (Buenos Aires, 5 de maio de 1924 — Buenos Aires, 8 de setembro de 1978) foi um diretor e produtor cinematográfico argentino.

## Biografia
Leopoldo Torre Nilsson, cineasta argentino, nasceu em Buenos Aires a 5 de maio de 1924, filho do cineasta Leopoldo Torres Rios. Começou sua carreira como assistente de realização em 1939, trabalhando com seu pai. Em 1949, fez seu primeiro trabalho de direção ao lado de seu pai, El crimen de Oribe. Alcançou consagração nacional e internacional com o filme La casa de ángel (1957), no qual colaborou pela primeira vez, com sua esposa, a escritora Beatriz Guido. Filme que marcou uma renovação na cinematografia argentina na década de 1950. Seu filme La mano en la trampa (1961), recebeu o prêmio Fipresci no Festival de Cannes. Teve uma breve aproximação com a televisão com o ciclo policial Obras maestras Philco. Realizou a trilogia épico histórica: Martin Fierro (1968), El santo de la espada (1970) e Güemes – La tierra in armas (1971). Voltou a seu universo particular com Los siete locos (1973), ganhador do Urso de Prata no Festival de Berlim. Seu último filme Piedra libre (1976), foi injustamente julgado pela crítica e perseguido pela censura. Faleceu vítima de câncer a 8 de setembro de 1978.

## Filmografia
- 1947 – El muro (curta metragem)
- 1950 – El crimen de Oribe
- 1953 – El hijo del crack
- 1953 – La Tigra
- 1954 – Días de odio
- 1955 – Para vestir santos
- 1956 – Graciela
- 1956 – El protegido
- 1957 – Los árboles de Buenos Aires (curta metragem)
- 1957 – La casa del ángel
- 1958 – El secuestrador
- 1959 – La caída
- 1960 – Fin de fiesta
- 1960 – Un guapo del 900
- 1961 – La mano en la trampa
- 1961 – Piel de verano
- 1962 – Setenta veces siete
- 1962 – Homenaje a la hora de la siesta
- 1963 – La terraza
- 1966 – El ojo que espía
- 1967 – La chica del lunes
- 1967 – Los traidores de San Ángel
- 1968 – Martín Fierro
- 1970 – El Santo de la espada
- 1971 – Güemes, la tierra en armas
- 1972 – La maffia
- 1973 – Los siete locos
- 1974 – Boquitas pintadas
- 1975 – El pibe cabeza
- 1975 – La guerra del cerdo
- 1976 – Piedra libre